# Hamptons

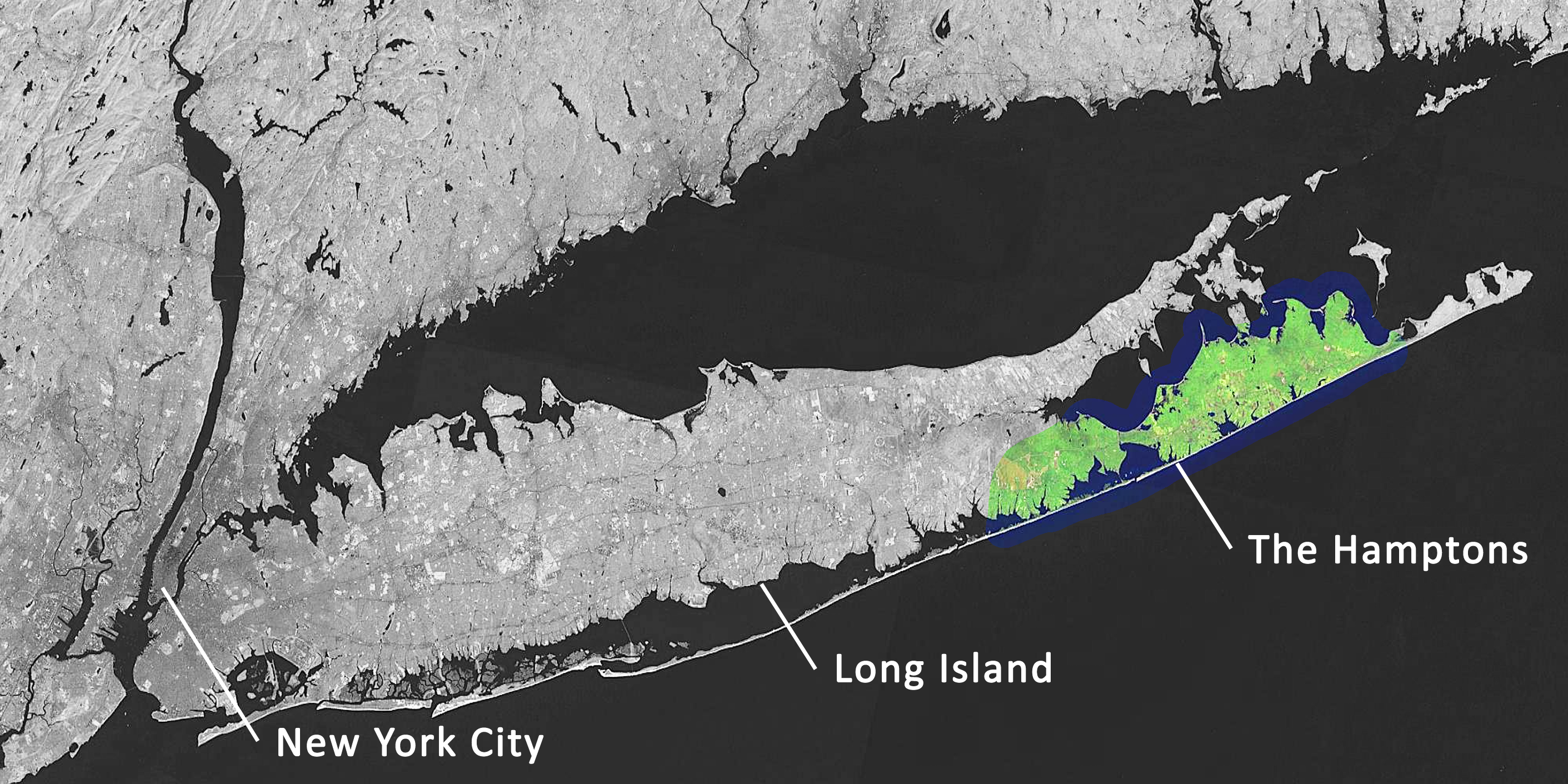
Die Hamptons

Hamptons bzw. die Hamptons ist der Name einer Region am Ostende der Insel Long Island im Suffolk County des US-Bundesstaats New York. Der Name leitet sich von den dortigen Städten Southampton, East Hampton, Westhampton, Bridgehampton und Hampton Bays ab. Die Hamptons liegen zwischen 130 Kilometer (Westhampton) und 230 Kilometer (Montauk) von New York City entfernt.
Seit vielen Jahrzehnten gelten die Hamptons als das „Mekka“ der Superreichen und dienen vorrangig wohlhabenden US-Amerikanern als Wochenend- bzw. Sommerresidenz. Zahlreiche Milliardäre sowie Persönlichkeiten aus Industrie, Finanzwirtschaft, Film und Fernsehen haben hier ihre Domizile. Zu den bekanntesten Besitzern einer Immobilie gehören u. a. Mariah Carey, Steven Spielberg, Tiger Woods, Jennifer Lopez und Calvin Klein. Die Immobilienpreise der Hamptons gehören zu den höchsten weltweit.
Das Gebiet wurde den Algonkin-Indianern im 17. Jahrhundert von dem Siedler Lion Gardiner für den Gegenwert von 24 Äxten, 24 Mänteln, 20 Spiegeln und 100 Ahlen abgekauft.
Seit 1993 findet in den Hamptons jeweils im Oktober das jährliche, dem Independentfilm gewidmete Hamptons International Film Festival statt.
Folgende Städte und Orte zählen zu den Hamptons: Westhampton, Westhampton Beach, West Hampton Dunes, Quogue, East Quogue, Hampton Bays, Southampton, North Sea, Water Mill, Bridgehampton, Sagaponack, North Haven, Sag Harbor, East Hampton und Napeague.

## Die Hamptons in den Medien
Größere Bekanntheit insbesondere auch außerhalb der USA erlangten die Hamptons durch TV-Serien wie Royal Pains,  Gossip Girl, Revenge oder The Affair, die Filmkomödie Was das Herz begehrt (mit Jack Nicholson), durch John Irvings Bestseller Witwe für ein Jahr, dessen erster Teil unter dem Titel The Door in the Floor mit Jeff Bridges und Kim Basinger verfilmt wurde, sowie Louis Begleys Roman About Schmidt. Max Frischs Erzählung Montauk spielt im gleichnamigen Ort am östlichsten Zipfel der Hamptons.